# Max Pleikies
Max Pleikies (* 24. März 1945) ist ein ehemaliger deutscher Fußballspieler.
Bis 1971 war Max Pleikies für den SSV Reutlingen 05 und die LG Achalm in verschiedenen Disziplinen als Leichtathlet aktiv.
Ab der Saison 1971/72 spielte Pleikies als Abwehrspieler für die erste Fußballmannschaft des SSV Reutlingen 05. Nachdem er in der Regionalliga Süd für die Reutlinger insgesamt 33 Spiele absolviert hatte, stieg er mit dem SSV in der Saison 1972/73 ab und trat mit seiner Mannschaft in der Folge in der 1. Amateurliga Schwarzwald-Bodensee an. In der Amateurligasaison 1973/74 nahm Max Pleikies mit dem SSV Reutlingen als Gewinner der Württembergischen Amateurmeisterschaft an der Endrunde um die Deutsche Fußball-Amateurmeisterschaft 1974 teil und wurde mit dem SSV Deutscher Amateurmeister. Als Meister der Schwarzwald-Bodensee-Liga in der Spielzeit 1974/75 nahm Max Pleikies mit dem SSV Reutlingen an der Aufstiegsrunde zur 2. Bundesliga teil. Mit 5 Siegen in 6 Gruppenspielen besiegelte Pleikies mit dem SSV den Aufstieg. In der Zweitligaspielzeit 1975/76 war Max Pleikies in 18 Profispielen für die Reutlinger Fußballmannschaft im Einsatz und verfehlte mit dem SSV den Klassenerhalt.
1981 war Max Pleikies Spielertrainer des TSV Dettingen/Rottenburg.